# Iwona Bos-Świecik
Iwona Bos-Świecik (ur. 24 listopada 1958) – polska szachistka, reprezentująca Holandię, mistrzyni międzynarodowa od 1993 roku.

## Kariera szachowa
W 1972 r. zdobyła w Szamotułach tytuł wicemistrzyni Polski juniorek. Drugi srebrny medal zdobyła trzy lata później w Polanicy-Zdroju, natomiast w 1976 r. w Toruniu zajęła I miejsce i wywalczyła tytuł mistrzyni kraju (wszystkie medale zdobyła w kategorii do lat 20). W tym samym roku zadebiutowała w finale mistrzostw Polski seniorek. Do 1991 r. w finałowych turniejach wystąpiła 13 razy, dwukrotnie zdobywając brązowe medale: w 1981 w Poznaniu oraz w 1990 w Koninie.  W latach 1987 i 1988 zajęła czołowe lokaty w międzynarodowych turniejach w Nałęczowie (odpowiednio IV i III). W 1990 r. wystąpiła w narodowej drużynie na szachowej olimpiadzie w Nowym Sadzie, uzyskując na IV szachownicy 6½ pkt w 10 partiach (najlepszy wynik w zespole).
Od 1992 r. reprezentuje barwy Holandii. W 1993 r. zdobyła tytuł mistrzyni tego kraju, zaś w latach 1998 i 1999 dwukrotnie w mistrzostwach zajęła IV miejsca. Po raz ostatni w finale mistrzostw Holandii wystąpiła w 2002 roku.
Najlepszy ranking w karierze osiągnęła 1 stycznia 1991 r., z wynikiem 2245 punktów dzieliła wówczas 3-4. miejsce (za Agnieszką Brustman i Hanną Ereńską-Radzewską, wspólnie z Grażyną Szmacińską) wśród polskich szachistek.